# Rougeries
Rougeries település Franciaországban, Aisne megyében. Lakosainak száma 202 fő (2022. január 1.). Rougeries Franqueville, Marfontaine, Saint-Gobert és Voharies községekkel határos.

## Népesség
A település népessége az elmúlt években az alábbi módon változott:
| Lakosok száma | 281  | 294  | 257  | 233  | 230  | 237  | 243  | 250  | 234  | 202  |
|               | 1968 | 1982 | 1990 | 2006 | 2013 | 2015 | 2017 | 2019 | 2020 | 2022 |